# Мышега (Алексин)
Мы́шега — упразднённый в 1958 году рабочий посёлок Алексинского района Тульской области России, включенный в состав города Алексина. Ныне микрорайон города Алексина. Население 2,9 тысяч жителей (1937).

## География
Согласно 1-му изданию БСЭ, «находился на левом берегу Оки в 3,5 км от Алексина».

## История
С 1726 года действовал металлургический завод, ставший перед Великой Отечественной войной «одним из крупнейших заводов в СССР по выпуску жилищного и коммунального оборудования» (БСЭ).
12 июля 1958 г. Указом Президиума Верховного Совета РСФСР город Алексин Алексинского района отнесён к категории городов областного подчинения. Решением исполкома областного Совета депутатов трудящихся от 22 июля 1958 рабочие посёлки Высокое, Мышега и Петровский Алексинского района.

## Инфраструктура
При Советской власти построены благоустроенные дома для рабочих (с водопроводом, канализацией, электрическим освещением и пр.), клуб, ясли, детский сад и др.